# Мольсем (округ)
Мольсе́м (Мольсхайм) (фр. и нем. Molsheim) — округ (фр. Arrondissement) во Франции, один из округов в регионе Гранд-Эст. Департамент округа — Нижний Рейн. Супрефектура — Мольсем.
Население округа на 2006 год составляло 95 474 человек. Плотность населения составляет 128 чел./км². Площадь округа составляет всего 745 км².

## Кантоны
- Саверн (центральное бюро — Саверн)
- Мольсем (центральное бюро — Мольсем)
- Мюциг (центральное бюро — Мюциг)

До 2015 года:
- Мольсем (центральное бюро — Мольсем)
- Росайм (центральное бюро — Росайм)
- Саль (центральное бюро — Саль)